# 999
Năm 999 là một năm trong lịch Julius.

## Sinh
Bao Công, Quan viên nhà Bắc Tống, nổi tiếng vì tài xử án công chính được lưu truyền trong dân gian